# Metin II
Metin II ist eine osttimoresische Aldeia im Suco Bebonuk (Verwaltungsamt Dom Aleixo, Gemeinde Dili). 2015 lebten in der Aldeia 1316 Menschen.

## Lage und Einrichtungen
Metin II liegt an der Bucht von Dili, im Norden des Sucos Bebonuk. Die Aldeia bildet den Westen des eigentlichen Stadtteils von Bebonuk. Westlich der Rua de Bebonuk befindet sich die Aldeia Metin I. Im Osten grenzt Metin II an die Aldeia Metin III und im Süden mit der Rua de Aidik Hun Tuan an die Aldeia 20 de Setembro.
An der Rua de Bebonuk liegt die Capela Sagrada Familia. An der Küste befindet sich der Hahaan-Markt.